# Список умерших в 1408 году

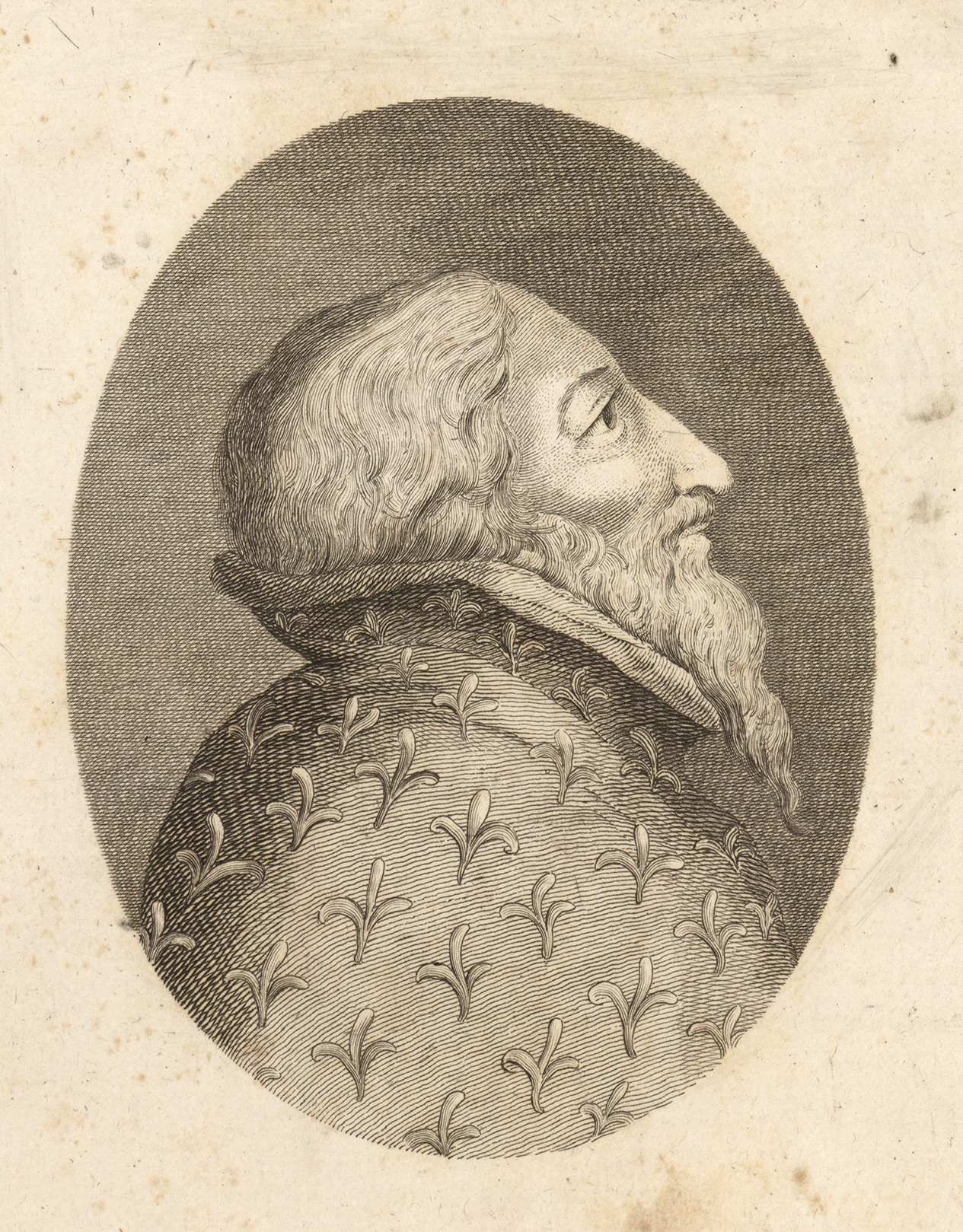
Генри Перси

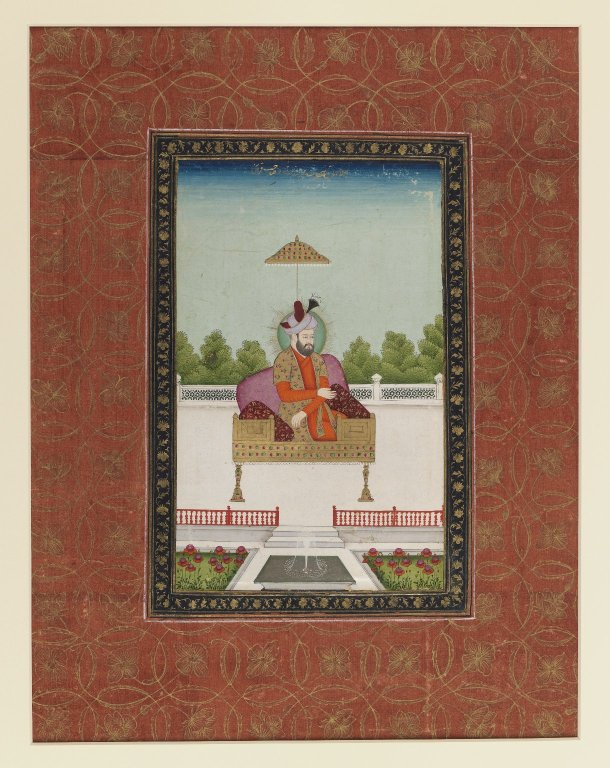
Миран-шах

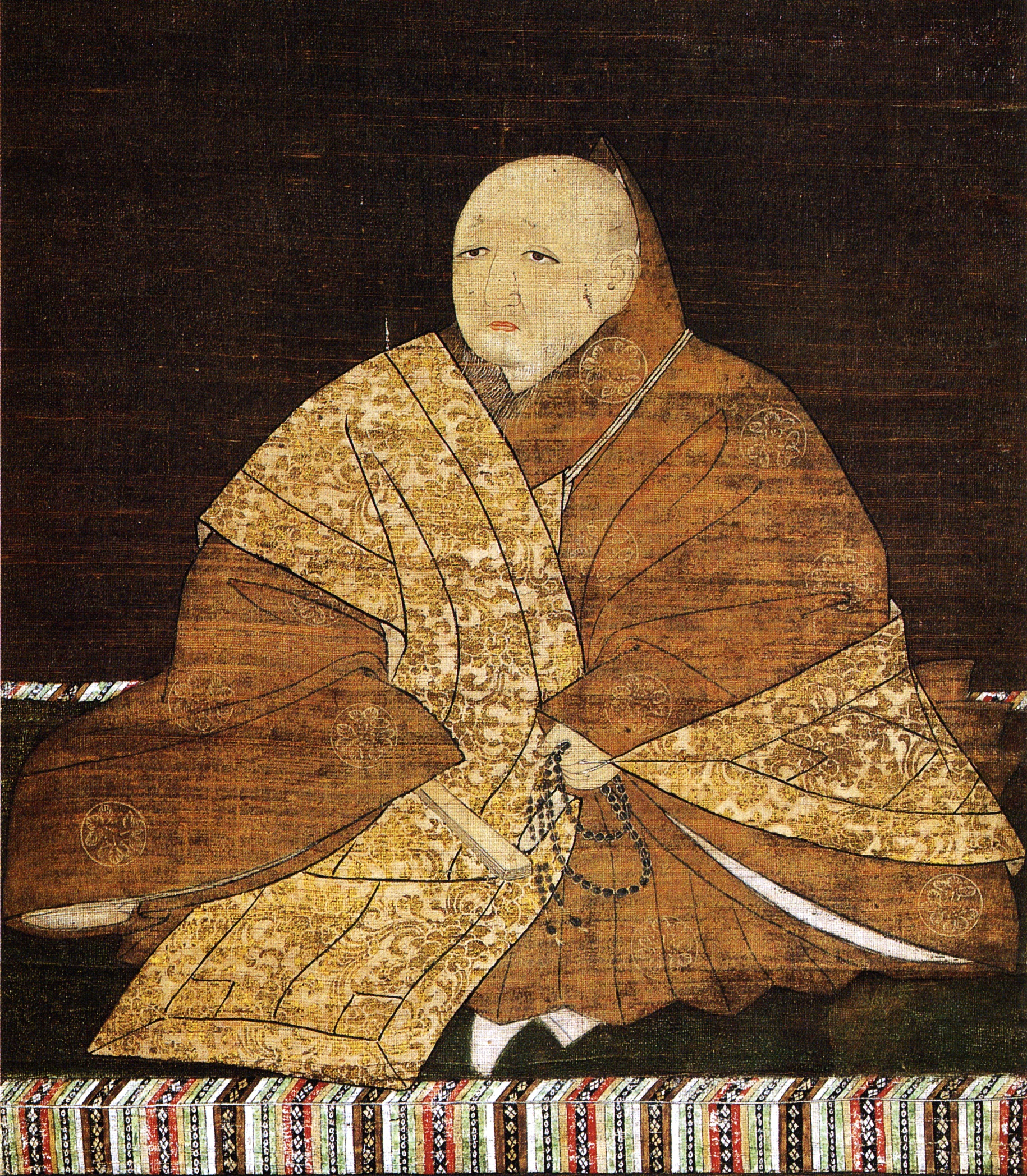
Асикага Ёсимицу

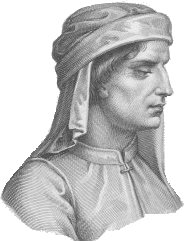
Анджело Аччайоли

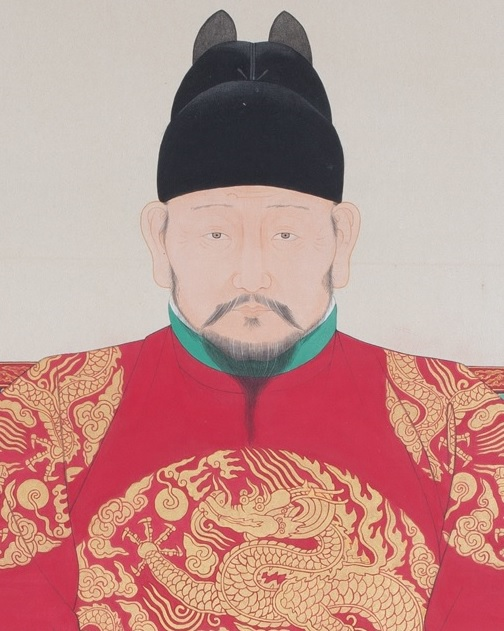
Тхэджо

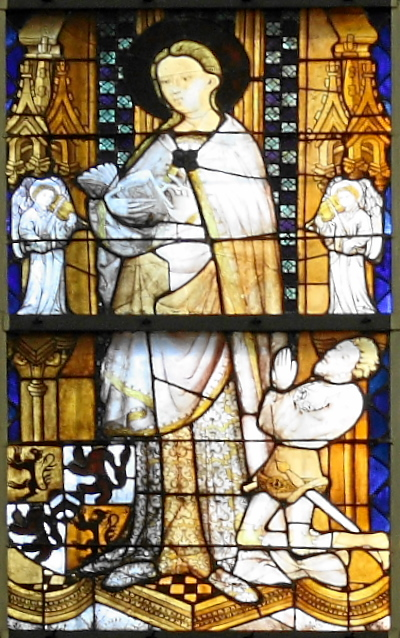
Вильгельм I

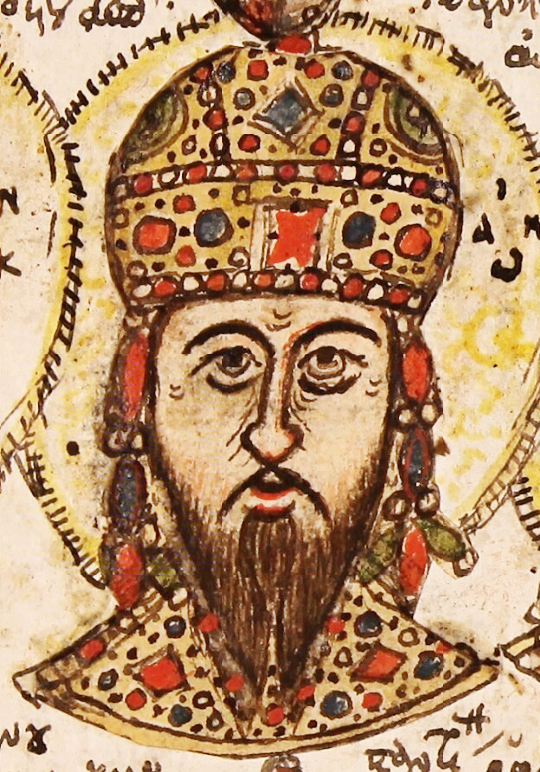
Иоанн VII Палеолог

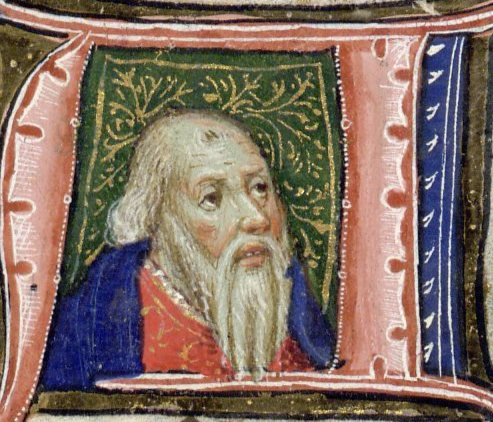
Джон Гауэр

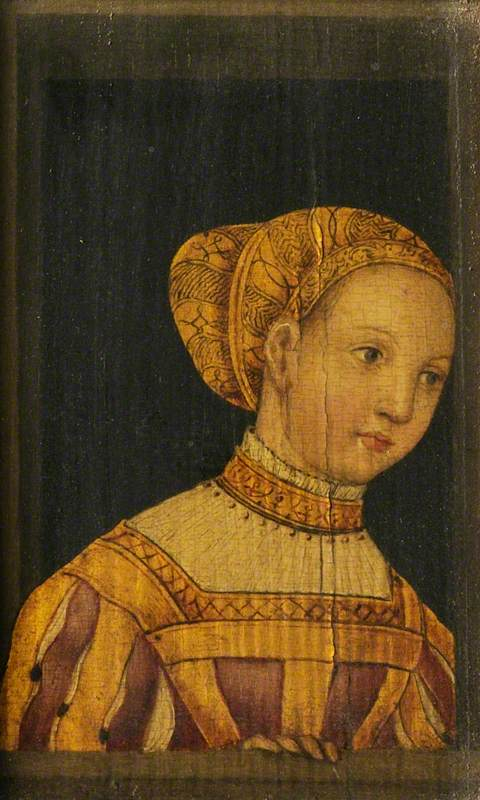
Валентина Висконти

В этой статье представлен список известных людей, умерших в 1408 году.
См. также: Категория:Умершие в 1408 году

## Январь
- 10 января — Джон де Кобем — английский аристократ, 3-й барон Кобем из Кента (с 1355), один из лордов-апеллянтов.

## Февраль
- 19 февраля:
  - Томас Бардольф (38) — английский аристократ, 5-й барон Бардольф (с 1386), участник мятежа Перси; смертельно ранен  в битве при Брамем-Муре;
  - Генри Перси (66), 4-й барон Перси из Алнвика  (1368—1405), первый граф Нортумберленд (1377—1405), король острова Мэн (1399—1405), граф-маршал (1376—1381), лорд Верховный констебль Англии (1399—1403), английский военачальник времён Столетней войны, рыцарь ордена Подвязки (с 1366); убит в битве при Брамем-Муре.
- Роберт VIII де Бетюн — виконт Мо (с 1371), сеньор де Вандёйл (с 1373).

## Март
- 9 марта — Илларион — епископ Русской церкви, епископ Коломенский (1406—1408).
- 13 марта — Григур Бранкович, сербский военачальник династии Бранковичей, старший сын Вука Бранковича и внук княза Лазаря.

## Апрель
- 21 апреля — Миран-шах — третий сын Тимура, наместник Хорасана (1380—1399); убит в сражении с войсками династии Кара-Коюнлу под предводительством Кара Юсуфа в окрестностях Тебриза.

## Май
- 13 мая — Мухаммад VII аль-Мустаин — 13-й эмир Гранады (1392—1408).
- 31 мая:
  - Асикага Ёсимицу (49), 3-й сёгун сёгуната Муромати (1368—1394);
  - Анджело Аччайоли (68) — итальянский куриальный кардинал, епископ Рапалло (1375—1376), епископ Флоренции (1383—1384),кардинал-священник (с 1384) с титулом церкви Сан-Лоренцо-ин-Дамазо (1385—1397), кардинал-епископ Остии и Веллетри (1397—1408), Декан Священной Коллегии Кардиналов (1405—1408).

## Июнь
- 1 июня — Михаил Лялин — боярин великого князя московского Василия I Дмитриевича; погиб  в битве на реке Смядве.
- 18 июня — Тхэджо (72) — основатель и 1-й ван корейской династии Чосон (1392—1408).
- 25 июня — Вильгельм I — граф Берга (под именем Вильгельм II) (с 1360) (в качестве соправителя матери, с 1389 года — единолично), первый герцог Берга (под именем Вильгельм I) (с 1380), граф Равенсберга (под именем Вильгельм I) (1360—1393).
- Педро II — граф Урхеля (с 1347).

## Сентябрь
- 10 сентября — Джон Ловел — английский аристократ, 5-й барон Ловел из Тичмарша (с 1361), кавалер ордена Подвязки (1406).
- 15 сентября — Эдмунд Холланд (24) — 4-й граф Кент, 4-й барон Холланд, 7-й барон Вудсток и 8-й барон Уэйк из Лидделла (с 1400), кавалер ордена Подвязки (с 1403).
- 22 сентября — Иоанн VII Палеолог — византийский император (1390),  Правитель Фессалоник (1403—1408)

## Октябрь
- 19 октября — Абдул Маджид Хасан (28) — второй султан Брунея (1402—1408).
- Джон Гауэр — английский поэт.

## Ноябрь
- 28 ноября — Клеменс Москожевский — польский государственный и военный деятель, подканцлер коронный (1387—1402).

## Декабрь
- 4 декабря — Валентина Висконти — дочь Джан Галлеаццо Висконти, первого герцога Милана, герцогиня-консорт Орлеанская (1392—1407), жена герцога Людовика Орлеанского, младшего брата французского короля Карла VI Безумного.
- 15 декабря — Габриеле Мария Висконти — синьор Пизы (1402—1405), Кремы и Сарцаны; казнён.
- 19 декабря — Джон Туше (37) — английский аристократ, первый барон Туше и 4-й барон Одли (с 1403).

## Дата неизвестна или требует уточнения
- Сэр Уильям Бонвилл  — английский рыцарь, дед Уильямя Бонвилла, 1-го барона Бонвилла, один из самых влиятельных землевладельцев юго-западной Англии, член Парламента.
- Изабелла Дуглас — графиня Мара (1393—1408), единственная дочь Уильяма Дугласа, 1-го графа Дугласа.
- Заклика из Мендзыгужа — польский государственный деятель, канцлер великий коронный (1386—1404).
- Мариота, дочь Эхана — любовница Александра Стюарта, графа Бьюкена (также известного как Волк Баденохский) и мать Александра Стюарта, графа Мара.
- Николо Дзоальи — дож Генуи (1394)
- Оруг Тэмур-хан — великий хан Северной Юань (1402—1408); убит своим соправителем Аргутаем
- Франк Сеченьи — венгерский барон и военачальник, участник  различных военных кампаний против Османской империи, королевский казначей (1392—1393), воевода Трансильвании (1393—1395).
- Феогност II — епископ Русской церкви, епископ Рязанский и Муромский (1393—1407).
- Франческо Джустиниано ди Гарибальдо — дож Генуи (1393)
- Шам-и Джахан-хан — хан Моголистана (1399—1408).